# 阿爾努爾福阿里亞斯 (聖米格利托區)
阿爾努爾福阿里亞斯（西班牙語：Arnulfo Arias），是巴拿馬的城鎮，位於該國中東部，由巴拿馬省的聖米格利托區負責管轄，面積7.3平方公里，2010年人口31,650，人口密度每平方公里4,335.6人。